# River of Dreams
River of Dreams là album phòng thu thứ 12 (và cũng là album chính thức cuối cùng) của nghệ sĩ thu âm người Mỹ Billy Joel, phát hành ngày 10 tháng 8 năm 1993 bởi Columbia Records. Nó được phát hành sau gần bốn năm kể từ album phòng thu trước, Storm Front (1989). Được thực hiện từ năm 1992 đến năm 1993 và ghi âm trong những phòng thu ở New York, Joel đã viết lời cho tất cả những bài hát từ album, cũng như tham gia đồng sản xuất với Danny Kortchmar, Joe Nicolo và David Thoener. River of Dreams là sự kết hợp giữa những giai điệu pop và rock mang hơi hướng nghiêm túc và có chiều sâu hơn những bản thu âm trước của nam ca sĩ, với nội dung lời bài hát đề cập đến quan điểm sống và sự chung thủy trong tình yêu. Ngoài ra, những bài hát như "A Minor Variation" và "The Great Wall of China" được cho là liên quan đến niềm tin và sự phản bội, xuất phát từ những tranh chấp pháp lý về tài chính giữa Joel với người quản lý cũ và anh rể cũ của ông, Frank Weber, người được cho là đã biển thủ hàng triệu đô-la từ thu nhập của nam ca sĩ và sử dụng nhiều hoạt động kế toán đáng ngờ để che đậy nó.
Sau khi phát hành, River of Dreams đa phần nhận được những ý kiến tích cực từ các nhà phê bình âm nhạc, trong đó họ đánh giá cao sự phát triển trong âm nhạc của Joel và quá trình sản xuất nó, mặc dù vấp phải nhiều đánh giá trái chiều xung quanh nội dung lời bài hát. Tuy nhiên, nó đã gặt hái nhiều giải thưởng và đề cử tại những lễ trao giải lớn, bao gồm đề cử giải Grammy cho Album của năm tại lễ trao giải thường niên lần thứ 36 và tại giải thưởng Âm nhạc Mỹ năm 1994 cho Album Adult Contemporary được yêu thích nhất. Về mặt thương mại, River of Dreams đã tiếp nhận những thành công vượt trội trên toàn thế giới, đứng đầu các bảng xếp hạng ở Úc và New Zealand, đồng thời lọt vào top 10 ở hầu hết những quốc gia nó xuất hiện, bao gồm vươn đến top 5 ở những thị trường lớn như Áo, Đức, Nhật Bản, Thụy Sĩ và Vương quốc Anh. Tại Hoa Kỳ, album ra mắt ở vị trí số một trên bảng xếp hạng Billboard 200 và trụ vững trong ba tuần liên tiếp, trở thành album quán quân thứ tư của Joel tại đây. Tính đến nay, nó đã bán được hơn 10 triệu bản trên toàn cầu.
Bốn đĩa đơn đã được phát hành từ River of Dreams, trong đó đĩa đơn đầu tiên "The River of Dreams" đứng đầu các bảng xếp hạng ở Úc và New Zealand, cũng như lọt vào top 10 ở nhiều thị trường khác, bao gồm vươn đến top 5 ở Vương quốc Anh và Hoa Kỳ. Những đĩa đơn còn lại chỉ gặt hái những thành công tương đối ở một số quốc gia, với "All About Soul" lọt vào top 10 ở Canada trong khi hai đĩa đơn còn lại "No Man's Land" và "Lullabye (Goodnight, My Angel)" cũng xuất hiện ở một số khu vực. Để quảng bá cho album, nam ca sĩ đã xuất hiện và trình diễn những đĩa đơn từ River of Dreams trên nhiều chương trình truyền hình và lễ trao giải lớn, bao gồm Late Show with David Letterman, Saturday Night Live, Top of the Pops và giải Grammy lần thứ 36, đồng thời bắt tay thực hiện chuyến lưu diễn thế giới The River of Dreams Tour (1993-95), bao gồm 135 buổi diễn và đi qua 13 quốc gia khác nhau thuộc Bắc Mỹ, châu Âu, châu Á và châu Đại Dương. Trong giai đoạn này, Joel cũng được vinh danh tại giải thưởng âm nhạc Billboard năm 1994 cho giải thưởng Thế kỷ.

## Danh sách bài hát
Tất cả lời bài hát được viết bởi Billy Joel.
| STT | Nhan đề                          | Sản xuất                   | Thời lượng |
| --- | -------------------------------- | -------------------------- | ---------- |
| 1.  | "No Man's Land"                  | Billy Joel Danny Kortchmar | 4:48       |
| 2.  | "The Great Wall of China"        | Joel Kortchmar             | 5:45       |
| 3.  | "Blonde Over Blue"               | Joel Kortchmar             | 4:55       |
| 4.  | "A Minor Variation"              | Joel Kortchmar             | 5:36       |
| 5.  | "Shades of Grey"                 | Joel David Thoener         | 4:10       |
| 6.  | "All About Soul"                 | Joel Kortchmar             | 5:59       |
| 7.  | "Lullabye (Goodnight, My Angel)" | Joel Kortchmar             | 3:32       |
| 8.  | "The River of Dreams"            | Kortchmar Joe Nicolo       | 4:07       |
| 9.  | "Two Thousand Years"             | Joel Kortchmar             | 5:19       |
| 10. | "Famous Last Words"              | Joel Kortchmar             | 5:01       |

## Xếp hạng
| Bảng xếp hạng (1993-94)             | Vị trí cao nhất |
| ----------------------------------- | --------------- |
| Album Úc (ARIA)                     | 1               |
| Album Áo (Ö3 Austria)               | 2               |
| Canada (RPM)                        | 6               |
| Album Hà Lan (Album Top 100)        | 23              |
| Đan Mạch (Hitlisten)                | 7               |
| Châu Âu (European Top 100 Albums)   | 6               |
| Phần Lan (Suomen virallinen lista)  | 21              |
| Đức (Offizielle Top 100)            | 2               |
| Ireland (IRMA)                      | 8               |
| Ý (FIMI)                            | 17              |
| Nhật Bản (Oricon)                   | 3               |
| Album New Zealand (RMNZ)            | 1               |
| Album Na Uy (VG-lista)              | 9               |
| Bồ Đào Nha (AFP)                    | 6               |
| Tây Ban Nha (AFYVE)                 | 19              |
| Album Thụy Điển (Sverigetopplistan) | 30              |
| Album Thụy Sĩ (Schweizer Hitparade) | 2               |
| Album Anh Quốc (OCC)                | 3               |
| Album Hoa Kỳ Billboard 200          | 1               |

| Bảng xếp hạng (1993)               | Vị trí |
| ---------------------------------- | ------ |
| Australian Albums (ARIA)           | 7      |
| Austrian Albums (Ö3 Austria)       | 14     |
| Canada (RPM)                       | 27     |
| Dutch Albums (MegaCharts)          | 89     |
| Europe (European Top 100 Albums)   | 27     |
| German Albums (Offizielle Top 100) | 21     |
| Italian Albums (FIMI)              | 78     |
| Japanese Albums (Oricon)           | 79     |
| New Zealand (Recorded Music NZ)    | 18     |
| Swiss Albums (Schweizer Hitparade) | 17     |
| UK Albums (OCC)                    | 43     |
| US Billboard 200                   | 23     |
| Bảng xếp hạng (1993)               | Vị trí |
| Australian Albums (ARIA)           | 26     |
| Europe (European Top 100 Albums)   | 96     |
| German Albums (Offizielle Top 100) | 93     |
| US Billboard 200                   | 34     |

## Chứng nhận
| Quốc gia                                  | Chứng nhận  | Số đơn vị/doanh số chứng nhận |
| ----------------------------------------- | ----------- | ----------------------------- |
| Úc (ARIA)                                 | 3× Bạch kim | 210.000^                      |
| Áo (IFPI Áo)                              | Bạch kim    | 50.000*                       |
| Canada (Music Canada)                     | 3× Bạch kim | 300.000^                      |
| Đức (BVMI)                                | Bạch kim    | 500.000^                      |
| Ireland (IRMA)                            | 2× Bạch kim | 30.000^                       |
| Nhật Bản (RIAJ)                           | Bạch kim    | 375,000                       |
| Hà Lan (NVPI)                             | Vàng        | 50.000^                       |
| New Zealand (RMNZ)                        | Bạch kim    | 15.000^                       |
| Tây Ban Nha (PROMUSICAE)                  | Vàng        | 50.000^                       |
| Thụy Điển (GLF)                           | Vàng        | 50.000^                       |
| Thụy Sĩ (IFPI)                            | Bạch kim    | 50.000^                       |
| Anh Quốc (BPI)                            | Bạch kim    | 300.000^                      |
| Hoa Kỳ (RIAA)                             | 5× Bạch kim | 5.000.000^                    |
| Tổng hợp                                  |             |                               |
| Châu Âu (IFPI)                            | 5× Bạch kim | 5.000.000*                    |
| ^ Chứng nhận dựa theo doanh số nhập hàng. |             |                               |